# Жар-птица (фильм, 2024)
«Жар-птица» — российский независимый художественный фильм 2024 года, седьмой полнометражный фильм режиссёра Романа Михайлова, снятый по его собственному сценарию. Как и в предыдущей работе режиссёра «Надо снимать фильмы о любви», вышедшей ранее в том же году, действие фильма происходит с российской съёмочной группой в Индии.
Премьера фильма состоялась 20 августа 2024 года на кинофестивале короткометражного и дебютного кино «Короче». Фильм вышел в прокат в России 20 марта 2025 года.
По словам Романа Михайлова, фильм входит во второй цикл его киноработ, включающий три фильма на индийскую тему и сериал; завершится цикл фильмом «Песни джиннов».

## Создание
Осенью 2023 года оператор фильма Алексей Родионов сообщил в интервью, что «Жар-птица» — это плод их с Романом Михайловым «независимых многолетних наработок, что-то что зарождалось уже очень давно, но только сейчас стало проявляться как данность». Сам будущий фильм он назвал «киноэкспериментом», визуальное решение которого во многом будет коррелировать с эстетикой работ художников Валентина Самарина и Уильяма Тёрнера.
Съёмки фильма проходили в Санкт-Петербурге и в городах Варанаси, Чунар и Праяградж (Аллахабад) в Индии. В главных ролях в фильме были задействованы Александра Киселёва, Мария Мацель, Марк Эйдельштейн и другие русские и индийские актёры. Среди исполнителей был и настоящий индийский агхори. В проекте также принял участие рэпер Хаски, причём клип на его сингл «Сколько стоят деньги?» стал частью картины.
Новая картина Романа Михайлова была выбрана фильмом открытия фестиваля «Короче», который начался 20 августа 2024 года в Калининграде. В Москве премьера фильма и встреча с режиссёром прошли в Большом зале киноцентра «Октябрь» 19 октября, в Санкт-Петербурге — 27 октября.

## Сюжет
Молодая актриса и танцовщица Саша репетирует в одном из театров Санкт-Петербурга роль, её поддерживают более опытные актрисы. Размышляя о своей жизни, Саша делится со сводным братом, фотографом и режиссёром Лёшей, своей детской травмой: много лет назад мать бросила Сашу, уехав в Индию и оставшись там в какой-то секте. Неожиданно Лёша предлагает помочь Саше найти мать, а заодно попробовать снять фильм об их поездке.
Саша с Лёшей летят в Индию, в город Варанаси. Саша сначала просит Лёшу сходить по тому адресу, который ей дала мамина подруга, но затем не выдерживает и утром сама идёт на встречу с матерью. Однако на узких улицах города она ослабевает и теряет сознание. Приходит в себя Саша также на улице вечером того же дня, парень рядом с ней объясняет ей, что она находится не в Варанаси, а в Чунаре, городе в тридцати километрах. Не понимая, что происходит, Саша следует за парнем и знакомится с русскими артистами, которые уже давно живут в Индии и выступают на улице. Они же помогают ей продолжить поиски матери. Со временем, однако, оказывается, что ни в одной секте матери Саши найти не удаётся. Ребята приглашают индийскую шаманку, чтобы раскрыть тайну матери Саши. Шаманка, проводя обряд, сообщает Саше, что её мать никогда не была в Индии, она погибла много лет назад, но так, что её знакомые не поняли, что она погибла и решили, что она уехала.
Саша снова оказывается на репетиции в театре, чувствуя себя обновлённой.

## В ролях
- Александра Киселёва — Саша
- Илларион Маров — Лёша
- Екатерина Старателева — актриса
- Юлия Марченко — актриса
- Марк Эйдельштейн — Манди
- Мария Мацель — Малти
- Чингиз Гараев — Чандрик
- Виталий Коваленко — режиссёр
- Василий Степанов — продюсер
- Дмитрий Кузнецов — Хаски (в роли самого себя)
- Роман Михайлов — прохожий на улице

## Награды и номинации
Фильм получил две номинации на Национальной премии киноведов, кинокритиков и киножурналистов «Белый слон» за 2024 год: лучшая главная женская роль (Александра Киселёва) и лучшая музыка (Олег Гудачев, Наталья Соловьёва), однако не завоевал наград.

## Отзывы
По словам режиссёра, «Жар-птица» — сказка о связи миров живых и ушедших, о свете как ткани мира, о театре и свободе. Также Роман Михайлов добавил, что «Жар-птица» — «это световой трактат», сюжеты из которого во многом основаны на сновидениях. В другом интервью Михайлов рассказал, что «это был эксперимент перенесения снов в реальность. Сны похожи на фильмы, там всё показывается кусками. Если серьезно относиться ко снам, они позволяют себя записывать. (…) Мы выстраивали лабораторию, и дальше сны переводились в том числе в сценарии». Режиссёр также уточнил, что «контровой свет у нас является отдельным персонажем. В нашем фильме у света есть голос, он поёт песни, общается звуковым образом».
Кинокритик Владимир Ростовский охарактеризовал картину как «собирательный образ всех фильмов Романа Михайлова, залитую светом метаконструкцию циклопических масштабов и пугающей плотности», а также «этапную работу, подводящую черту под двухлетним спринтом Михайлова по собственным сновидениям». Он отметил такие особенности фильма, как «визуальную перенасыщенность, нарративный хаос, с одной стороны, и пресловутую концепцию „все это сон собаки“ — с другой». Максим Гревцев называет «Жар-птицу» «красивой и чудной контрольной работой по михайловедению», подчёркивая, что «это не тот фильм, с которого нужно знакомиться с творчеством режиссёра», а «кино для тех, кто за последние годы успел влюбиться в кинематографию Михайлова, посетил его спектакли и скупил все книги мастера». По мнению критика, «не покидает чувство, что новая работа является своеобразным итогом всего предшествующего периода».
Кинокритик Денис Корсаков в своей в целом положительной рецензии пишет: «вся история, рассказанная в фильме, может уложиться в три строки: актриса с помощью волшебного ритуала узнала всю правду о матери и обрела свободу, переродившись, избавившись от зажимов и вернувшись на сцену раскованной. Можно поискать в этом поэзию, (…) но можно понять и тех, кто, впервые столкнувшись с творчеством Романа, на фильме просто заснули».
Кинокритик Антон Долин в обзоре независимого российского кино 2024 года высказался о фильме следующим образом: «Это очень красивый визионерский фильм, смысл которого абсолютно теряется за прекрасными галлюциногенными образами. Много фильтров, яркие краски, что, конечно, противоречит тяжелому уныло-серому традиционному российскому авторскому кино. Это кино настолько лёгкое, что оно как жар-птица, отрывается от земли и взмывает в небеса. (…) Конечно, это слишком экспериментальная картина для того, чтобы у неё была большая аудитория. Но эстеты и люди рафинированные предпочитают именно это».